# Andreas Wulff
Andreas Wulff, född 28 mars 1980 i Habo, är en svensk före detta spjutkastare. 
Wulff tävlade för IFK Växjö. Han tog brons på svenska mästerskapen och deltog i Finnkampen 2004, 2005 och 2006.
Efter idrottskarriären var han ansvarig fystränare i allsvenska Mjällby AIF under åren 2007-2009, 2011-2013. Sedan 2012 arbetar han som fystränare för Växjö Lakers samt ett antal nationella och internationella spjutkastare, bland annat Anna Wessman.

## Resultatutveckling
- 2000:   70,95[källa behövs]
- 2001:   70,96[källa behövs]
- 2002:   70,83[källa behövs]
- 2003:   72,56[källa behövs]
- 2004:   75,29[4]
- 2005:   76,16[4]
- 2006:   72,63[källa behövs]
- 2007:   72,11[4]
- 2008:   69,90[källa behövs]
- 2009:   72,97[källa behövs]

## Personliga rekord
| Utomhus - Kula – 11,13 (Göteborg 29 maj 2011) - Slägga – 54,41 (Piteå 14 juli 2001) - Spjut – 76,16 (Helsingborg 20 augusti 2005) | Inomhus - 60 meter – 7,41 (Växjö 7 januari 2001) |